# Scarus fuscocaudalis
Scarus fuscocaudalis és una espècie de peix de la família dels escàrids i de l'ordre dels perciformes.

## Morfologia
Els mascles poden assolir els 25 cm de longitud total.

## Distribució geogràfica
Es troba a les Illes Ryukyu, les Filipines i Guam.